# Das Experiment des Prof. Mithran
Das Experiment des Prof. Mithran er en tysk stumfilm fra 1921 af Dimitri Buchowetzki.

## Medvirkende
- Max Landa
- Hanni Weisse
- Margit Barnay
- Robert Scholz